# Haim Hazaz
Haim Hazaz (sau Chaim Hazaz, în ebraică חיים הזז; n. 16 septembrie 1898, Sîdorovîci, Q16714534⁠(d), gubernia Kiev⁠(d), Imperiul Rus – d. 24 martie 1973, Ierusalim, Israel) a fost un scriitor și dramaturg israelian, devenit un clasic al literaturii ebraice. A fost cel dintâi laureat al Premiului Israel pentru literatură.

## Biografie
S-a născut în anul 1898 în satul Sidorovici, uiezdul Jitomir din gubernia Kiev, în Ucraina, în vremea aceea, parte a Imperiului Rus. Tatăl său, hasid din curentul Braslav, era supraveghetor al tăierilor de copaci și de aceea familia a petrecut lungi perioade de timp într-o baracă în inima pădurilor din jurul Kievului. La șase ani i-a murit mama, și de atunci încolo a crescut în casa bunicii din partea tatălui, primind o educație religioasă iudaică.
A fost educat de învățatori tradiționali ("melamdim") și dar și de profesori particulari, însușind cunoștințe în literatura ebraică biblică și cea talmudică, precum și în limba rusă. 
La 16 ani, în 1914 - anul izbucnirii primului război mondial, a plecat pentru studii secundare laice la Radomîșl, Kiev, Harkov și apoi la Moscova. A devenit familiar cu creațiile scriitorilor ruși clasici și contemporani, de asemenea cu operele poetului național ebraic, Haim Nahman Bialik, inclusiv în traducerea in rusă a lui Zeev Jabotinski. Cu timpul a citit în original si alți scriitori ebraici și a hotărât să scrie și el literatură în limba ebraică.
În 1919 într-un pogrom în cursul Războiul civil din Rusia familia i-a fost omorâtă. 
La 23 ani, în anul 1921, a plecat la Constantinopol (Istanbul), unde a zăbovit un an și jumătate într-un cerc de tineri sioniști destinat pregătirii (Hahshará) pentru reașezarea în Palestina istorică, (Țara Israel) și cărora le-a predat limba ebraică, pe care o stăpânea perfect și care devenea în acei ani graiul reînviat al renașterii naționale evreiești. În continuare a plecat la Paris unde a trăit vreme de 9 ani. Acolo a scris primele sale creații literare - trei povestiri despre Revoluția rusă care au fost publicate în buletinul ebraic „Hatekufá” (Epoca), precum și poemul „Hatan Hadamim", care în traducerea engleză a lui Israel Meir Lask, s-a bucurat de aprecierea lui T.S. Eliot. În această perioadă a beneficiat de suportul omului de afaceri și mecenatului Avraham Sztybel.

## Premii și onoruri
- 1942, 1970 - Premiul Bialik pentru literatură
- 1953 Premiul Israel pentru literatură